# …Like Clockwork
...Like Clockwork är det sjätte studioalbumet av gruppen Queens of the Stone Age. Albumet släpptes den 4 juni 2013. Första singeln "My God Is the Sun" släpptes 8 april 2013. Det är bandets första album med basisten Michael Shuma och keyboardisten och gitarristen Dean Fertita.

## Låtlista
1. "Keep Your Eyes Peeled" - 5:04
2. "I Sat By the Ocean" - 3:55
3. "The Vampyre of Time and Memory" - 3:34
4. "If I Had a Tail" - 4:55
5. "My God is the Sun" - 3:55
6. "Kalopsia" - 4:38
7. "Fariweather Friends" - 3:43
8. "Smooth Sailing" - 4:51
9. "I Appear Missing" - 6:00
10. "…Like Clockwork" - 5:24